# Ion Mihai Pacepa
Ion Mihai Pacepa (Bukarest, 1928. október 28. – 2021. február 14.) román hírszerző tiszt, a Securitate volt vezetője altábornagyi rendfokozatban, aki az Egyesült Államokba disszidált 1978 júliusában. Ő a volt keleti blokk legmagasabb beosztású disszidense. Számos, a kommunista titkosszolgálatok belső működési mechanizmusairól szóló könyv és újságcikk szerzője.
Disszidálásának idején Pacepa tábornok egyidejűleg volt Nicolae Ceaușescu tanácsadója, hírszerzésének vezetője, valamint államtitkár a román belügyminisztériumban. Azután disszidált, hogy az Amerikai Egyesült Államokban Jimmy Carter elnöktől politikai menedékjogot kapott.
Mindezek után az amerikai CIA-vel közösen dolgozott számos, a volt keleti blokk ellen irányuló titkosszolgálati műveleten.

## Könyvei
- Red Horizons: Chronicles of a Communist Spy Chief, 1987. ISBN 0-89526-570-2
- Red Horizons: the 2nd Book. The True Story of Nicolae and Elena Ceauşescu's Crimes, Lifestyle, and Corruption, 1990. ISBN 0-89526-746-2
- The Kremlin Legacy, 1993
- Cartea neagră a Securităţii, Editura Omega, Bukarest, 1999. ISBN 973-98745-4-1
- Programmed to Kill: Lee Harvey Oswald, the Soviet KGB, and the Kennedy Assassination, 2007. ISBN 978-1-56663-761-9
- Disinformation: Former Spy Chief Reveals Secret Strategies for Undermining Freedom, Attacking Religion, and Promoting Terrorism, 2013. ISBN 978-1-93648-860-5

### Magyarul megjelent művei
- Vörös horizontok. Egy kommunista kémfőnök visszaemlékezései, 1-2.; Áramlat Független Kiadó, Bp., 1989 (szamizdat)
- Vörös horizontok. Egy román kémfőnök vallomása; s.n., s.l. [USA], 1989
- Vörös horizontok, 1-2.; BME, Bp., 1989
- A Kreml öröksége. A hírszerzés szerepe a kommunista kormányzási rendszerben; ford. Balogh Csaba, szerk., jegyz. Kun Miklós; PolgArt, Bp., 2002